# Coleção Rosemarie e Dietrich Klemm

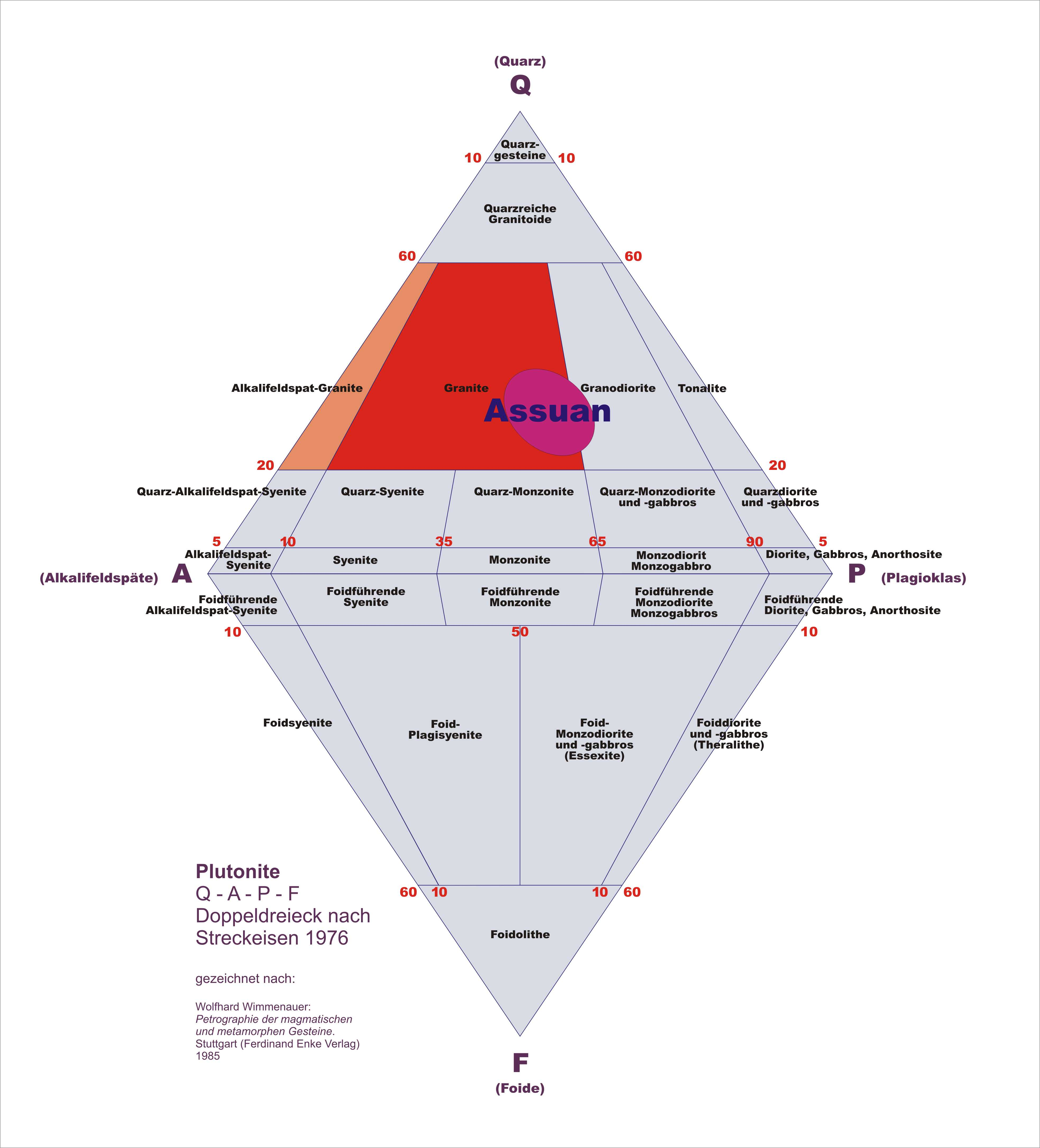
Diagrama QAPF do granito da região de Assuan, no Egito, conforme identificado por Rosemarie e Dietrich Klemm.

A Coleção Rosemarie e Dietrich Klemm consiste de milhares de amostras de rochas provenientes de pedreiras egípcias. Atualmente no Museu Britânico em Londres, no Reino Unido, a coleção foi organizada pela egiptóloga Rosemarie Klemm e pelo seu marido, o geólogo Dietrich Klemm, ambos da Universidade de Munique. A comparação com essas amostras de rochas possibilita identificar, com maior ou menor certeza, a origem da pedra usada em construções, estátuas e inscrições do Antigo Egito. 
Antes de seu depósito no Museu, a coleção foi consultada em 1999, durante o processo de conservação da Pedra de Roseta. O estudo mostrou uma grande semelhança com rochas de uma pequena pedreira de granodiorito em Gebel Tingar, na margem oeste do Rio Nilo, a oeste de Elefantina, na região de Assuã. Um veio cor-de-rosa que atravessa a parte superior da Pedra de Roseta também foi notado como típico do granodiorito dessa mesma região.

## Conteúdo
O conteúdo da coleção foi descrito e discutido em uma obra de Rosemarie e Dietrich Klemm, publicada pelo Museu Britânico em 2008:
- Klemm, Rosemarie; Klemm, Dietrich (2008). Stone and Stone Quarries in Ancient Egypt. Londres: British Museum Publications. ISBN 978-0-7141-2326-4